# Cornudella de Montsant
Cornudella de Montsant – gmina w Hiszpanii, w prowincji Tarragona, w Katalonii, o powierzchni 62,9 km². W 2011 roku gmina liczyła 1025 mieszkańców.